# Lakownica żółtawa

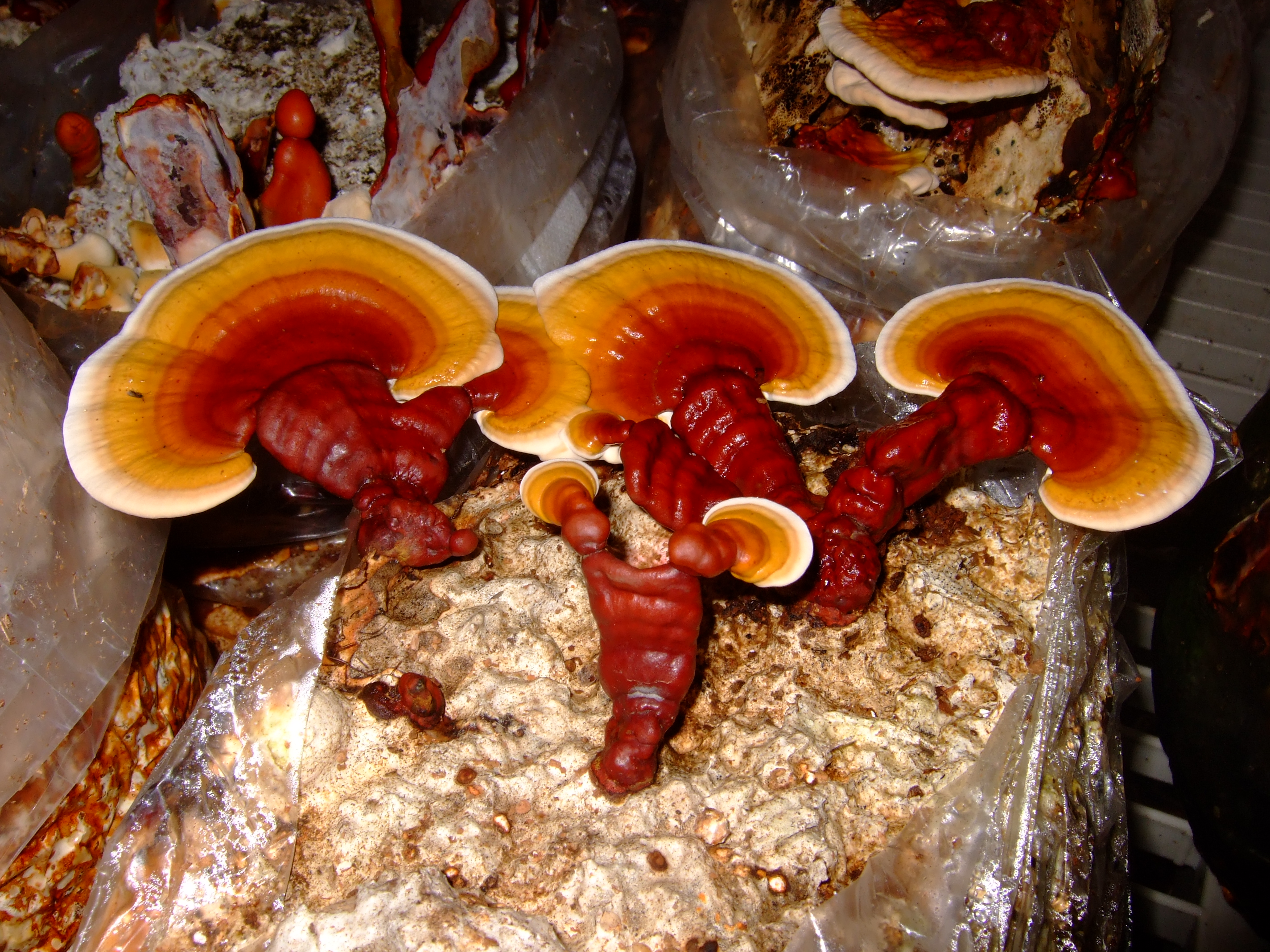
Formy o wybitnych trzonach

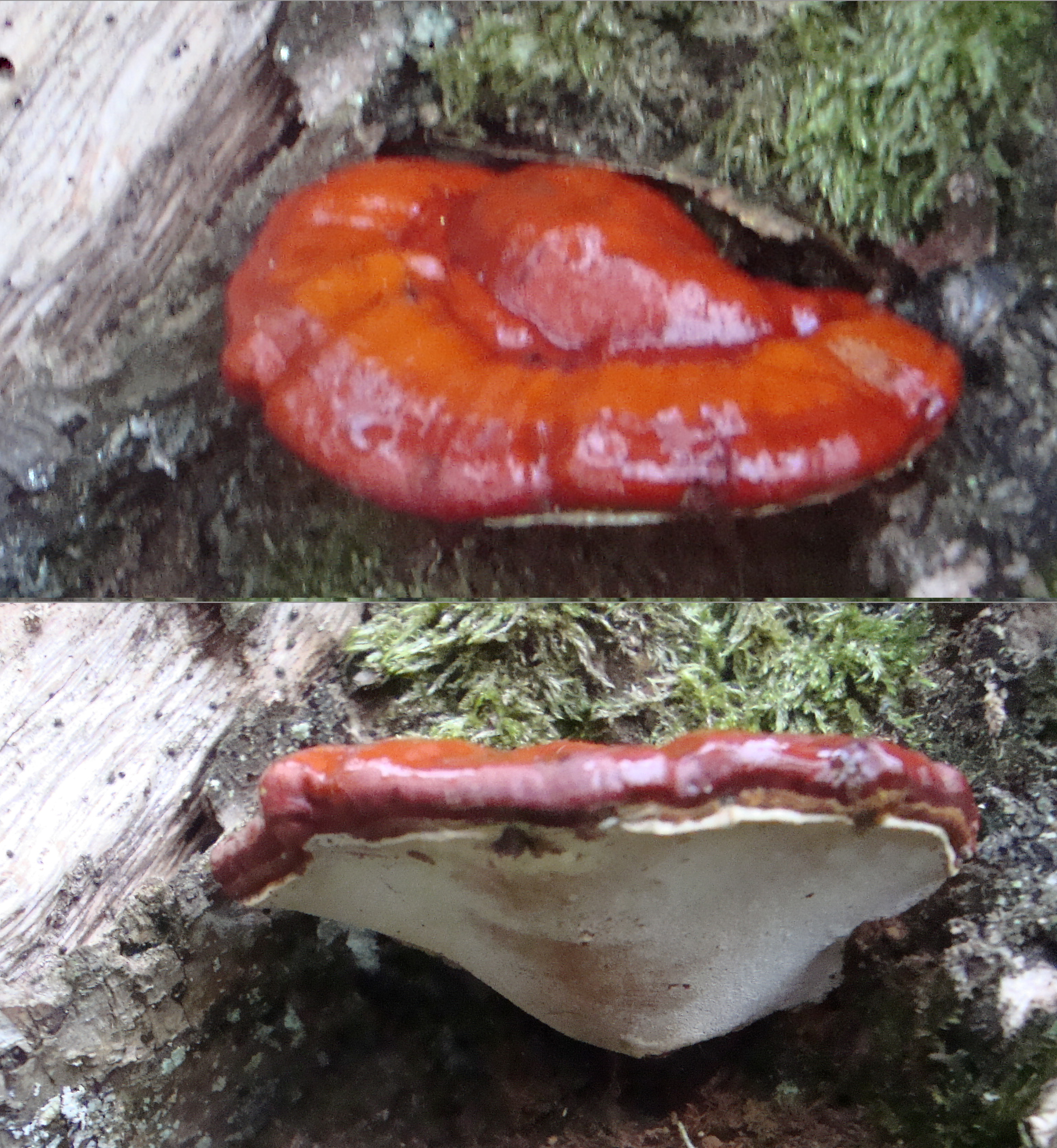
Forma beztrzonowa

Lakownica żółtawa (Ganoderma lucidum (Curtis) P. Karst.) – gatunek grzybów należący do rodziny żagwiowatych (Polyporaceae).

## Systematyka i nazewnictwo
Pozycja w klasyfikacji według Index Fungorum: Ganoderma, Polyporaceae, Polyporales, Incertae sedis, Agaricomycetes, Agaricomycotina, Basidiomycota, Fungi.
Po raz pierwszy takson ten zdiagnozował w 1781 r. William Curtis, nadając mu nazwę Boletus lucidus. Obecną, uznaną przez Index Fungorum nazwę nadał mu w 1881 r. Petter Adolf Karsten, przenosząc go do rodzaju Ganoderma. Synonimów naukowych ma ponad 60.
Nazwę polską zaproponował Władysław Wojewoda w 1999 r. W polskim piśmiennictwie mykologicznym gatunek ten opisywany był też jako huba lakierowana, żagiew lśniąca, lakownica lśniąca, wrośniak lśniący, lśniak połyskliwy.

## Morfologia
Kapelusz
8–25 cm średnicy, płaski, o kształcie półokrągłym lub nerkowatym. Początkowo jasny, cytrynowożółty, z wiekiem dość szybko zmienia kolor na żółtoczerwony, później ciemnieje do barwy purpurowej, purpurowobrązowej, w końcu czerwonoczarniawej. Powierzchnia nierówna, zwykle bruzdkowana. Brzeg owocnika wąski, falisty, białego lub słomkowożółtego koloru. Najbardziej charakterystyczną cechą tego gatunku jest lśniąca, jakby polakierowana powierzchnia.
Trzon
Ekscentryczny lub boczny o nieregularnym, walcowatym kształcie i pokryty guzkami. Może mieć długość do 15 cm i grubość do 2 cm, ma barwę podobna, jak kapelusz i również jest lśniący. Istnieją jednak formy bez trzonu, przyrośnięte bokiem, lub ze szczątkowym tylko trzonem.
Rurki
Tworzą zazwyczaj jedną warstwę, rzadziej dwie lub trzy. Mają długość 2–20 (30) mm. Pory drobne, okrągłe, początkowo białawe, potem kremowe, z wiekiem brązowe. Na 1 mm mieści się ich 4–5. Po dotknięciu brązowieją.
Miąższ
Gąbczasty, biały, tuż nad rurkami ochrowy, niewyraźnie pręgowany, bez specyficznego smaku czy zapachu.
Cechy mikroskopowe
Zarodniki szeroko elipsoidalne, jajowate ze ściętą podstawą i bezbarwną porą rostkową, żółtobrązowe, brodawkowane, o rozmiarach 7–11 × 6–7 μm.
Gatunki podobne
- lakownica brązowoczarna (Ganoderma carnosum), której owocniki są ciemniej zabarwione i rosną na drzewach iglastych[6].
- pniarek obrzeżony (Formitopsis pinicola).

## Występowanie i siedlisko
Poza Antarktydą występuje na wszystkich kontynentach, a także na wielu wyspach. W Europie jest dość rzadki. W Polsce do 2020 r. podano około 150 stanowisk. Znajduje się na Czerwonej liście roślin i grzybów Polski. Ma status R – gatunek potencjalnie zagrożony z powodu ograniczonego zasięgu geograficznego i małych obszarów siedliskowych. Znajduje się na listach gatunków zagrożonych także w Czechach, na Litwie, Łotwie. W Polsce w latach 1995–2004 podlegał ochronie częściowej, w latach 2004–2014 – ochronie ścisłej, a od roku 2014 ponownie jest objęty ochroną częściową. Dopuszczone jest pozyskiwanie owocników w celach gospodarczych po uzyskaniu stosownych zezwoleń.
Nadrzewny grzyb poliporoidalny, saprotrof i pasożyt występujący na drewnie drzew martwych lub atakujący drzewa osłabione i uszkodzone. Powoduje białą zgniliznę drewna. Porażone przez niego drewno zmienia barwę na żółtawą. Rośnie pojedynczo lub w grupach na różnych gatunkach drzew, głównie liściastych, na drzewach iglastych spotykany jest rzadko. Można go spotkać w lasach, parkach i ogrodach na korzeniach, pniakach i dolnej części pni różnych gatunków drzew, głównie obumarłych, ale czasami także na żywych drzewach. Czasami pozornie wyrasta na ziemi, zwłaszcza przy dębach, faktycznie jednak jego trzon jest przyrośnięty do korzeni. Świeże owocniki pojawiają się latem i jesienią, starsze można spotkać cały rok.
Dawniej pozyskiwany był tylko z naturalnego środowiska. Obecnie jest jednym z grzybów uprawnych.

## Własności lecznicze
Lakownica żółtawa jest grzybem leczniczym. Licznymi badaniami naukowymi potwierdzono jej własności przeciwzapalne, przeciwnowotworowe, przeciwwirusowe, przeciwbakteryjne, regulujące ciśnienie krwi, kardiotoniczne, immunomodulacyjne, nefrotoniczne, hepatoprotekcyjne, nerwotoniczne, antyastmatyczne i podnoszące potencję płciową.
Przez wielu mykologów i grzybiarzy uważana jest za najważniejszy grzyb leczniczy. W Japonii ma nazwę „Reishi” (czyli „grzyb długowieczności”), w Chinach „Ling Zhi”. Uważany jest za „eliksir życia”, „grzyb nieśmiertelności”, „grzyb mocy duchowej”, a nawet „króla ziół”. W tradycyjnej medycynie chińskiej stosowana jest od co najmniej 2 tysięcy lat. W napisanej przez Shennonga księdze zawierającej opisy 365 gatunków roślin i grzybów leczniczych, Reishi znajduje się na pierwszym miejscu,
Owocniki lakownicy żółtawej zawierają sterole, mleczany, alkaloidy, ponad 150 rodzajów polisacharydów, triterpeny i 6 rodzajów kwasów ganoderowych. Wszystkie rodzaje triterpenów mają działanie przeciwutleniające, przy stężeniu 160 mg/ml są w stanie chronić mitochondria przed uszkodzeniem, a skuteczność tej ochrony może wynieść do 96%. Polisacharydy l. żółtawej mają silne działanie przeciwnowotworowe.
Lakownica żółtawa wykorzystywana jest profilaktycznie do utrzymywania dobrego stanu zdrowia i leczniczo do regulacji i leczenia przewlekłego, w tym także ostrych stanów chorobowych. Leczenie nią jest uznane za bezpieczne nawet przy długotrwałym stosowaniu. Stosowana jest do leczenia wielu chorób, m.in.: chorób układu krążenia, alergii, infekcji, stanów zapalnych, astmy, zaburzenia snu, a także do regulacji ciśnienia krwi i poziomu cholesterolu. Jednak do jego najcenniejszych właściwości należy zapobieganie chorobom nowotworowym, lecznicze działanie przeciwnowotworowe oraz opóźniające procesy starzenia.

## Inne zastosowania
- W Azji Wschodniej z lakownic wyrabia się talizmany, które mają chronić właściciela i jego dom przed nieszczęściem[8].
- W Chinach grzyb ten, znany pod nazwą lingzhi (chiń. upr. 灵芝; chiń. trad. 靈芝; pinyin língzhī) jest uważany za symbol nieśmiertelności i występuje często jako motyw zdobniczy[18].

## Uprawa
Lakownica żółtawa jest grzybem uprawnym i można ją uprawiać w domu, piwnicy i innych pomieszczeniach. W internecie sprzedawany jest podkład z zaszczepioną grzybnią. Przez pierwsze kilka dni należy go przetrzymywać w temperaturze około 6 °C, aby zainicjować rozwój grzybni, potem w temperaturze 18–30 °C. Można też uprawiać na podkładzie składającym się z trocin drzewa liściastego wzbogaconych 20% otrębami pszennymi i zwilżonym wodą do poziomu wilgoci 65%. Aby uzyskać pH 5,5 dodaje się kredę w proszku. Podłoże owija się folią (z odsłoniętą górną stroną) i utrzymuje stałą wilgotność. Rozwój grzybni trwa około 25 dni i w tym czasie powinna być w ciemności, później, aby wytworzyły się owocniki, powinna być oświetlona przez 12-18 godz. dziennie przy wilgotności 95%. W końcowym etapie rozwoju owocników zmniejsza się wilgotność do 60%, aby się utwardziły. Jeden cykl wytwarzania owocników trwa 10–15 dni, potem są następne. Uzyskuje się około 250 g grzybów z 1 kg podłoża. Zebrane grzyby suszy się.